# 高洪波 (足球运动员)
高洪波（1966年1月29日—），回族，北京市丰台区人，祖籍辽宁，中国足球教练和前球员，中国国家足球队前主教练。曾任中国足协副主席。
在球员時代，高洪波于1985年亞青赛上一人包办全队所有进球，帮助中国国青队夺得冠军，並且荣获最佳射手獎項。其后他分别效力于国二队、北京国安、新加坡中峇鲁和广州松日，随队获得过甲A联赛、足协杯及新加坡总统杯冠军，一次获得全国足球金球奖，两次获得全国足球金鞋奖。由于外表冷峻，善于进球，球迷稱他為“冷面杀手”。
退役后，高洪波先后执教广州松日、中国国少队、厦门蓝狮、长春亚泰、中国国家队、贵州人和、江苏舜天等球队，获得中超联赛和东亚足球锦标赛冠军，并且曾經率领中国在友谊赛中以1比0击败法国，在东亚足球锦标赛中以3比0击败韩国，终结了中国國家男子足球队32年來不胜韩国队的历史。2016年2月，在失去出线主动权的情况下，高洪波再次担当中国队主教练，带领球队时隔15年杀入世预赛亚洲区最后阶段。然而，随后的十二强赛上中国队四轮不胜，高洪波在兵败塔什干后辞职。2017年4月，高洪波出任北京北控主教练。

## 球员生涯

### 早年
高洪波少时在北京市崇文区北京体育馆体校练习足球。当时徐根宝刚从国家队退役，正好在北京体育馆体校任教，把原来在丰台桥梁厂子弟小学的高洪波带到了北京体育馆体校。徐根宝发现高洪波虽然身体并不高大强壮，但是训练刻苦、专注、有灵气。1976年7月28日唐山大地震当天，高洪波还照常去体校训练，是当天唯一到校的学员。徐根宝着重培养高洪波。高洪波的家在丰台桥梁厂宿舍，离体校不近，坐公共汽车往返要四个小时，家里的经济状况也不太好，训练之后只能吃一个馒头填肚子。徐根宝于是把高洪波留在自己的宿舍里，为他做饭，给他补充营养。为此，后来高洪波把徐根宝比作父亲，称与徐根宝“情同父子”，亲切地称徐根宝为“老爷子”。
高洪波在北京少年组的比赛中，表现一直不错。但是由于身体条件不够出众，既不高，也不快，身为前鋒的高洪波一直无法上调专业队。1981年，高洪波终于进入了北京青年队。15岁的他，只有1.65米的身高，体重不到130斤。1985年，他入选了中国国家青年足球队。起初高洪波得不到比赛机会，甚至连替补都打不上。但是，后来在阿联酋举办的亞洲青年足球錦標賽中，他包办了中国队的全部5个进球，帮助球队夺冠，一举成名，这也是中国足球第一个亚洲冠军。高洪波也捧回了最佳射手奖杯。球队晋级世青赛，高洪波在小组赛阶段又打入两球，中国队小组出线，但在八强比赛中输给了苏联队被淘汰。

### 国二队
1988年，高洪波被徐根宝选入国二队参加甲级联赛。联赛中高洪波打入10球，同年的国际比赛中他又有4球入账。在中国体育报社和成都市球迷协会共同举办的“1988年全国足球金球奖金鞋奖”评选中，高洪波凭借国际比赛的加分，得到了金鞋奖。当年联赛中进14球、国际比赛进1球的上海队员唐全顺尽管总进球数超过了高洪波，但由于国际比赛加分少排在第二。1989年，高洪波帮助球队爆冷，超越“十连冠”时代的辽宁队，夺得甲A联赛冠军。高洪波在联赛中打入6球，是联赛中进球最多的球员。不过，这一年的全国足球金鞋奖发给了马林，他在国际比赛中进了14个球。由于当时国家队教练高丰文与徐根宝关系恶劣，理念不合，与徐根宝极为亲近的高洪波一直无法进入国家队。1989年，国二队改组为国奥队，高洪波离开了恩师徐根宝的球队。

### 北京队
1990年，高洪波回到北京队，当时的北京队还在甲B。高洪波取得了当赛季的甲B最佳射手，助北京队夺得甲B冠军升级。1991年，升入甲A的北京队取得联赛第四名，高洪波进了11个球，以一球之差错失金靴奖，排在射手榜第二位（辽宁队的孙伟进12球）。虽然错失金靴奖，但是高洪波拿到了那年的金球奖。1992年，高洪波再次在联赛中打入11球，这次他如愿拿到了金靴奖。几年以来，他几乎一直是北京队的最佳射手。1993年，高洪波进入自己职业生涯的巅峰期。为了给七运会让路，那一年的甲A改为赛会制，并改名“锦标赛”，二月底就结束了。在家乡北京举办的七运会上，高洪波进了六个球，把北京队带入决赛。决赛的对手是辽宁队、大连队和沈阳队混编而成的辽宁联队。北京队在决赛上0比2输球，没能夺冠。
1994年职业联赛伊始，高洪波远走新加坡，以6000美元的身价加盟中峇鲁。高洪波体能不占优势，他担心自己无法通过中国足协新增的“12分钟跑”体能测试，所以才选择到新加坡联赛效力，夺得最佳射手。1995年，高洪波回到北京國安足球隊。赛季前的体能测试，高洪波跑出3102米，通过3100米大关，获得比赛资格。体测前，高洪波曾说“我是什么人？我不是一个特别能跑的人，我是在门前解决问题的人”，这后来成了他的名言。这个赛季，高洪波以11个进球排在射手榜的第二位，仅次于进15球的范志毅。而高洪波有相当数量的比赛只是替补登场，比赛时间并不多。1996年，高洪波在联赛中打入6球，北京国安在甲A联赛排名第四。不过，那一年的足协杯决赛中，高洪波打入了第一球，打破场上僵局，帮助北京国安最终4比1主场击败山东鲁能，拿到职业化后北京国安队史上首个全国冠军。

### 广州松日
1997年，高洪波高价转会广州松日足球俱乐部，成为当年的“标王”，再次在主帅徐根宝的手下踢球。当年，高洪波以17个进球夺得了甲B联赛最佳射手，帮助广州松日以甲B第四名的身份重返甲A。1998年，高洪波兼任助理教练，在联赛中打入5球。赛季后，高洪波正式退役，时年32岁。

### 国家队
高丰文执掌国家队期间，因徐根宝与高丰文关系不睦，高洪波长期被关在国家队大门之外。1992年，高洪波终于等来了入选中国国家队的机会，那时的主教练是施拉普纳。由于德国教练施拉普纳崇尚体能和力量，而这恰恰不是高洪波的长项，高洪波的上场机会仍旧十分可怜，大多数时候只能替补出场。1992年亞洲盃足球賽，高洪波随队参赛收获铜牌，但他只在同泰国和日本的比赛中获得过替补登场的机会，上场时间加起来不到六十分钟。1994年世界杯外围赛上，中国队接连客场输给也门和伊拉克，小组赛还没过半就被淘汰。并非主力的高洪波在8场小组赛里打入了6个球。1997年，戚务生的国家队备战1998年世界杯足球赛预选赛时曾将高洪波再次招入国家队，预选赛小组赛阶段客场对阵越南的比赛，高洪波在59分钟替补出场，这也是他代表国家队最后一场出场。由于年龄原因，高洪波没有参加之后的“十强赛”。

## 教练生涯

### 执教之初
退役后，高洪波继续留在松日担任助理教练。1999年，刚刚率领松日夺得甲A季军的主帅埃德森·塔瓦雷斯离开了球队，拥有A级教练员证书的高洪波接任成为主教练。33岁就当上中国顶级联赛主教练，高洪波仅次于31岁就执教八一足球队的贾秀全，是当时执教过中国职业足球顶级联赛的教练中第二年轻的。高洪波带队击败了山东鲁能、重庆隆鑫、北京國安三支强队，9轮比赛过后，广州松日3胜2平4负积12分。由于俱乐部的劳资纠纷等问题，高洪波选择了辞职，自费赴欧洲学习。有报道称，高洪波是第一个自费出国学习的年轻教练。 高洪波先用了三个月在英国的、水晶宫学习，然后去了德国，凭借施拉普纳的人脉，前往法兰克福、曼海姆跟队学习，并现场观摩过、拜仁慕尼黑两队的训练。
2000年，高洪波回国，受聘为中国国少队主帅，带队参加亚少赛。资格赛上，高洪波带领的国少队与韩国、文莱、蒙古分在了一个小组，最后成功挤掉实力较强的韩国队晋级正赛。决赛圈的比赛中，高洪波的球队排在日本、越南之后，位列小组第三，没能从小组中出线，晋级世少赛的目标也因之破灭。而小组赛中1比7输给日本，更是创造了新的输球纪录。赛后，球队还爆出超龄丑闻，甚至有传闻称中国队部分球员超龄达5岁。高洪波后来澄清，赛前中国足协严格审查了国少队员的年龄，查出三分之二的球员超龄。这些球员早已被从国少队中开除，参加亚少赛的队员中没有超龄球员。
2001年，高洪波再一次追随徐根宝，出任甲B球队上海中远的助理教练，帮助球队冲上甲A。赛季后，上海中远决定下赛季聘请外教，徐根宝因此下课，高洪波也离开了上海中远，赋闲在家一年。2002年底，中国足协确定荷兰人阿里·哈恩就任新的中国国家足球队主教练。组建中方教练组的工作很快开始，高洪波成为热门人选。年底，时任中国足协负责人阎世铎亲自与高洪波会谈。 2003年，中国足协正式宣布高洪波成为中国国家足球队助理教练，辅佐阿里·哈恩。

### 厦门蓝狮
2004年2月，高洪波主动辞职离开国家队，转任厦门蓝狮主教练，双方签约一年。高洪波辞职前，足协将吴金贵调入中国男足教练组，充任助理教练，因而有了“吴金贵挤走高洪波”的说法。高洪波面对采访时否认自己是被挤走，表示相比做助理教练他更喜欢当主教练，恰好厦门队也发来了邀请。起初，俱乐部要求高洪波带队争取打入前八。半个赛季后，厦门蓝狮队的成绩非常不错，俱乐部决定将赛季目标调整到争取前六，后来又调整到保证前六争取前三，最终，厦门蓝狮排在联赛第三，完成了目标。赛季中球队还实现了十六不败的佳绩。鉴于高洪波带队的出色成绩，厦门蓝狮决定次年继续聘用高洪波执教一年，并允许他自由搭建教练组。2005年，虽然赛季初高洪波谦逊地表示厦门队冲超难度相当大，只能排在第二集团，但最终他率队拿到了中甲冠军，提前两轮冲入中超。此外，球队还打进了足协杯四强。夺冠后，高洪波接到了其它俱乐部的邀请，新闻也传出高洪波将离开厦门。赛季中就有高洪波离队的传闻，厦门当地球迷组织还组织了“万人签名”挽留高洪波。 最后，高洪波决定留在厦门，再执教一年。2006年中超联赛，高洪波的球队花费1500万元人民币买入邹侑根、杨晨，但开局并不顺利。赛季初，厦门队十二轮不胜仅获十分，球队保级形势非常严峻。外界也一度以为高洪波帅位即将不保。但是厦门蓝狮俱乐部决定继续信任高洪波。在联赛第一阶段后，高洪波调整了球队的战术，由主攻改为防守反击。球队在休整期后，表现神勇，后半程抢到28分，最终获得了中超联赛第八名，实现了保级争八的目标，也创下了球队历史最好成绩。赛季结束后，高洪波本来准备再次续约，执教厦门继续征战中超。但是，一直支持发展足球的厦门“足球市长”张昌平突然升职为福建省副省长，市政府原本许诺给厦门队的资金无法到位，球队前途黯淡，高洪波决定不再续约，离开厦门蓝狮，与长春亚泰签约。高洪波的教练组随后也集体辞职。

### 长春亚泰
从厦门蓝狮辞职后，高洪波在2006年底成为了长春亚泰的新主教练，双方签订了一份长期合同。高洪波上任的第一个赛季，长春亚泰就获得了当年中国足球超级联赛冠军，高洪波也当选了联赛最佳主教练。41岁的他也成为了中国职业联赛历史上最年轻的冠军主帅，打破了吴金贵2003年的纪录。
长春亚泰夺冠后，获得了进军2008年亚洲冠军联赛的资格。高洪波执教的第二个赛季，力主重亚冠、轻联赛。不料长春亚泰在亚冠小组赛上虽一场未败，3胜3平积12分遭淘汰。中超联赛中的成绩也一落千丈，高洪波下课时，长春亚泰11轮比赛3胜2平5负排在第12位。糟糕的成绩，使得高洪波与球员之间的矛盾不断激化。2008年7月2日，长春亚泰客场0比3败给浙江绿城，赛后高洪波怒斥球员，甚至质疑球员打假球，连主力张笑非、杜震宇等核心球员也未能幸免。次日回到长春，高洪波做下一场对阵上海申花的动员，众队员一致表示有伤无法上场。高洪波顿时惊讶地发现自己已无法控制球队。7月4日，高洪波决定去寻找球队老板的支持。高洪波强硬地要求将杜震宇、张笑非等多名球员下放预备队（一说要求开除），老板口头上答应了高洪波的要求，却打定主意让高洪波下课。7月5日，长春亚泰队正式宣布高洪波下课。报道称，高洪波只重用2008年初引进的新人崔威、王博和亲信安琦、陈雷、黄洁、梅尔坎等人，亚泰中的老将遭到了排挤，因而群起反对高洪波。当时在队的亚泰门将宗垒后来在2011年于新浪微博上改写歌词《同桌的你》，影射高洪波在夺冠后变得“无比猜疑”，并痛骂高洪波“是个傻×”。

### 中国男足
2009年，赋闲半年多的高洪波参加了中国足协主持的国家队主教练竞聘。高洪波与沈祥福、殷铁生、吴金贵成为主教练的四大热门人选，高洪波是四人中最年轻的。选聘工作在香河举行，最后的笔试中高洪波第一个提前交卷。竞聘结束后，媒体爆料称四人中有两人笔试成绩不及格，高洪波是不及格的两个人之一。甚至有传言说，有一个热门候选人在20分的笔试中只拿了1分，这个人就是高洪波。为此，中国足协官员南勇公开辟谣，表示高洪波的笔试成绩绝不是1分。5月4日，中国足协终于公布了竞聘结果，高洪波正式成为中国国家足球队主教练，此时43岁的高洪波成为中国国家队近三十年来最年轻的主教练。
高洪波接手时，中国男足正处在最低谷，冲击2010年世界盃足球賽失败，甚至都没有进入亚洲区外围赛的十强赛。这时的中国国家队从人才、成绩、关注度来看都处在最糟的时候。高洪波上任时表示，执掌国家队的目标是冲入2014年世界盃足球賽。执教期间，高洪波坚定地实施年轻化，大量使用1985年以后出生的球员，老将郑智、邵佳一等人获得的出场机会屈指可数。5月22日，高洪波的国家队进行了第一次集训，一口气招入了16名25岁以下的球员，13人首次入选国家队，包括李学鹏、于汉超等。5月29日，高洪波的国家队在上海八万人体育场与德国国家足球队进行了一场友谊赛，双方1比1打平，这是高洪波上任以来的第一场正式比赛。随后又在6月1日的友谊赛中战胜了伊朗，这是中国国家队15年间第一次战胜伊朗队。高洪波的开局比较顺利。但是8月份与新加坡和马来西亚的两场友谊赛都打成了平局，高洪波开始遭到质疑。
高洪波上任之后，迎接的第一个重要挑战是在2011年亞洲盃外圍賽中出线，获得2011年亞洲盃足球賽的参赛资格。中国虽在高洪波接手之前客场输给了叙利亚，高洪波接手后两胜黎巴嫩。2010年1月6日，中国男足主场迎战叙利亚，高洪波喊出必胜，高调宣称必须拿下小组第一。结果中国队主场0比0战平，争夺小组第一基本无望。但由于同组的越南意外战平黎巴嫩，中国队已提前出线。比赛之后，高洪波受到了广泛的质疑，不乏“高洪波下课”的呼声。评论质疑高洪波上任以来未能给中国队带来进步。而这时又赶上高洪波在厦门蓝狮执教时的助手尤可为涉嫌假球被抓，记者李承鹏、郝洪军公开质疑高洪波的清白。再加上之前“笔试只得1分”的传闻，高洪波的名声受到了极大的影响。最终，中国队获得了小组第二，成功晋级决赛圈。争议声中，高洪波没有下课，继续带队准备接下来的東亞足球錦標賽。备战期间，又传出高洪波已被边境控制的消息。还有传言说高洪波赴日本的签证被拒签，他无法前往日本指挥中国男足征战东亚四强赛。不过中国男足领队蔚少辉回应说，媒体误读了消息，日本方面仅仅是拒绝高洪波提前赴日观看日本与委内瑞拉的友谊赛，高洪波未被“边控”，可以赴日指挥中国男足的比赛。
2010年東亞足球錦標賽上，高洪波的国家队首战0比0战平日本，次战3比0战胜韩国，一举结束了32年在国际A级赛中不胜对手的恐韓纪录，也创下了中韩交战史上的最大分差。最后一轮，高洪波带队2比0击败香港。由于同一轮比赛中日本输给了韩国，中国队以1分的优势赢得了冠军。高洪波主帅的位置得以巩固。北京时间2010年6月5日凌晨，高洪波带领的中国国家队在法属留尼旺1比0意外击败1998年世界杯足球赛冠军法国队，继1984年击败阿根廷之后26年来首次战胜世界顶级豪门球队。高洪波也赢得了球迷的热捧。
2011年1月，高洪波带队参加在卡塔尔举行的2011年亞洲盃足球賽。在开赛前提出亚洲杯为世预赛练兵的口号，同时赛前时任足协副主席韦迪也为球队和教练组减压表示，只要比赛精彩，小组不出线也可接受。小组赛上，中国队一胜一平一负，位列乌兹别克斯坦和卡塔尔之后，未能出线。几场比赛也没有固定的主力阵容，人员轮换很大。赛后，高洪波解释，亚洲杯折戟的原因是情报工作不足、过分乐观轻敌等。同时也承认教练组经验不足需要检讨，但否认球队新人太多，年龄结构不合理高洪波再次遭到了质疑。让高洪波下课的声音再次响起，不过高洪波仍然稳坐帅位。
2011年7月，高洪波继续带队参加2014年世界盃外圍賽亞洲區的比赛，中国队从第二轮开始打起。7月23日，中国队7比2战胜老挝，又在7月27日以6比1再胜老挝，打入“二十强”，进军第三轮比赛。然而，高洪波可以继续执教中国队的日子却越来越少。2011年7月3日，万达集团与中国足协签订合作协议，三年赞助后者五亿人民币，助力中国足球发展。万达集团赞助中国足球的合同中，明确写着要为中国国家队更换一位外籍主教练。而“二十强赛”即将在9月份打响，中国足协担心临阵换帅会影响成绩。但是，坚持使用高洪波又会违反与万达集团的合同，万达承诺的青训项目以及三年五个亿的赞助将成为泡影。媒体透露，万达集团坚决要求换下高洪波，改用一位60岁以下的西班牙教练。最终，万达与中国足协选中了卡马乔。8月10日，高洪波在合肥奥林匹克体育中心指挥了他在中国国家队的最后一战，球队1比0战胜牙买加。8月14日，中国足协正式召开新闻发布会，宣布卡马乔替代高洪波。这时距离9月2日二十强赛第一场比赛只有大约半个月的时间。高洪波执教的828天内，共打了42场正式比赛，中国队24胜13平5负，胜率接近60%，只输给了葡萄牙、乌拉圭、沙烏地阿拉伯、伊朗和卡塔尔。中国国家队的FIFA世界排名由上任之初最低的108位上升39位，排在69名，亚洲第五，这也使中国队在二十强赛中成为种子队。此时，有评论总结道，高洪波两年内给中国足球不仅带来了胜率，更带来了新的打法。但也有媒体指出，高洪波的国家队在亚洲杯中表现一般，只有热身赛打得不错，因而戏称他的国家队为“热身赛之王”。
卡马乔在之后的二十强赛中未能带领中国队出线。之后，卡马乔带队的比赛成绩也难以让球迷满意。2013年6月15日更是在合肥主场1比5大败于泰国队。中国足协火线换帅的决定，遭受了猛烈的抨击。卡马乔也被媒体纷纷批评。球迷中响起了很多“怀念高洪波”的声音。

### 陕西浐灞（贵州人和）
2011年9月24日，高洪波接替桑特拉奇，成為2011年賽季陕西浐灞的第三任主教練。合同为两年，年薪300万人民币。高洪波上任时已是联赛第24轮。第二年，陕西浐灞南迁贵阳，球队更名为贵州人和。高洪波带队取得12胜9平9负的成绩，排在联赛第四，赛季中还一度进入争冠行列。球队打进了2012年中国足协杯决赛，决赛中输给了广州恒大，拿到亚军。球队的表现赢得了2013年亚洲冠军联赛小组赛的入场券。2012年12月17日，贵州人和俱乐部官方宣布，高洪波由于“个人希望出国深造，提高执教水平”，向俱乐部提出辞职，俱乐部同意他的决定，并派宫磊接任。高洪波突然的辞职，令各界感到意外。据与高洪波关系甚笃的《足球报》报道，是高洪波与孙继海的矛盾导致了他的离开。《足球报》还提到，足协杯决赛第二回合，贵州人和的老板干预了高洪波的布阵，要求必须派上孙继海。最终贵州人和输了球，高洪波也没有出席赛后的新闻发布会。有媒体还揭出，孙继海多次在记者面前含蓄地挖苦高洪波。不过也有媒体报道说：高洪波否认与孙继海有矛盾。宫磊则在接受采访时表示孙继海与高洪波没有矛盾。也有报道称，高洪波的孤傲性格是导致其下课的关键因素。
高洪波接手贵州人和前，塔吉克斯坦足协曾邀请他出任国家队主教练，但是高洪波没有答应。

### 上海东亚
2013年2月27日，中超新军上海东亚召开新闻发布会，宣布高洪波正式挂帅。球队新赛季的目标是争取前六。上海东亚是徐根宝一手培养的球队，徐根宝也是高洪波的恩师。高洪波面对记者时曾表示，实际掌控球队的是总教练徐根宝，重大的决策都由徐根宝做出，高洪波只是协助他工作，“名义上是上港集团队主教练”。上海东亚是一支年轻的球队，夺得中甲冠军、冲上中超时，球队的平均年龄只有23岁。球队的核心球员均出自俱乐部的青训系统，武磊、朱峥嵘和吕文君组成本土进攻综合“文武峥嵘”，武磊单赛季打入15球位列本土射手榜第一位。然而，受制于资金，球队的外援相对较差。球队延续徐根宝“抢逼围、接传转”的思路，注重技术和配合，控球率和传球成功率通常占优。最终，上海东亚没有完成进入积分榜前六的目标，10胜7平13负积37分，位列积分榜第9位。赛季结束后，高洪波还被提名为中超联赛最佳教练候选人。

### 江苏舜天
2013年中超联赛末段，媒体就传出高洪波将要离开上海东亚、加盟江苏舜天的消息。11月3日联赛最后一轮与江苏舜天的比赛后，高洪波表示与上海东亚的合同12月到期，所以不会与其他俱乐部有实质接触，赛季结束之后他将到国外学习两周。不过，2013年11月8日下午，中超球队江苏舜天召开新闻发布会，正式宣布高洪波接替德拉甘出任球队新任主教练。
2013年，江苏舜天亚冠、中超双线作战，最后在中超联赛中艰难保级。2014年，俱乐部加大投入，开出3亿人民币的预算，引进外援花出的转会费和工资总和超过1亿人民币。虽然内援引进没有动作，舜天更换了四名外援，签下了上赛季亚冠亚军首尔FC的当家前锋德扬。俱乐部定下保六争三的赛季目标，力争重返亚冠联赛。赛季初，球队五轮不胜，高洪波一度面临信任危机。不过，随后的连胜缓解了他的处境。然而，重金引进的德扬发挥一般，赛季中期被俱乐部卖给北京国安。顶替德扬加盟球队的托洛扎表现也不好，后来彻底沦为替补。赛季末，舜天表现不佳，高洪波再次遭到质疑。这个赛季，江苏舜天最后排在联赛第八名。足协杯上，球队打进了决赛，但是在第二回合最后一分钟被对手绝杀，输给了山东鲁能，没有拿到亚冠联赛入场券。这一年，高洪波把预备队中表现出色的年轻球员李昂提拔上一队，并给他首发机会。李昂一年内接连入选了中国国奥队和中国国家队。高洪波的人员、战术安排受到媒体质疑。球队一直没有找到稳定的首发阵容，媒体统计高洪波在29场比赛使用了25套不同的首发阵容。因为阵形和首发球员多变，球迷将高洪波戏称为“战术大师”。高洪波屡屡让球员改打不熟悉的位置，尽管让中后卫埃雷尔森改打中锋效果不错，但其他球员的位置改造受到外界批评。
2015赛季初，江苏舜天更换了四名外援，苏宁签约成为俱乐部主赞助商。新赛季的目标仍然是保六争三、争取亚冠资格。这个赛季，江苏舜天表现起起伏伏。联赛第3轮，球队1比5输给山东鲁能。半程结束前，球队连续败给了河南建业和浙江绿城，高洪波的帅位岌岌可危。联赛第16轮，江苏舜天在主场1比4惨败给上海上港。之后，江苏舜天在2015年6月29日上午宣布，由于发展理念与俱乐部有分歧，高洪波决定辞职。这个赛季，高洪波的用人和战术再次受到质疑。高洪波不顾外界批评，坚持重用队中的北京老乡杨昊、张思鹏，但两人表现并不出色，有媒体认为两人要为几场败仗负主要责任。球队仍然没有定型的战术打法，阵容频频变化，球员的位置时常调整。舜天队原本主打防守反击战术，高洪波治下球队不再主打防守反击。媒体评论，高洪波治下的江苏舜天尽管有多名国脚，却打不出应有的实力，只能依靠球员个人能力解决问题。输给浙江绿城，媒体批评高洪波战术过于保守。那场比赛舜天先取得了1比0的领先，半场结束前高洪波用卡尔坦森换下刘建业，后来又用周云替下卡尔坦森，浙江绿城连进两球之后，高洪波让后卫任航改踢前锋。球迷和足球界的人士都质疑高洪波的这些调整。还有媒体批评高洪波过于固执，不肯改变战术和用人。有媒体称，很多球员认为高洪波在故意制造队内的不和。

### 再掌中国男足
2015年9月24日，荷兰球队ADO海牙宣布高洪波加盟教练组，担任助理教练。ADO海牙2015年初时被一家中国北京的公司收购了98%的股份。12月18日，第十届中国足球协会第二次会员大会上，高洪波被补选为中国足协执委会成员。
2016年1月7日，中国足协宣布中国国家队主教练佩兰下课。9日，足协发布公告，开始选拔佩兰的继任者。高洪波第一个报了名。之前，佩兰带领中国队征战世界杯预选赛四十强赛阶段的比赛，同组对手有卡塔尔、不丹、马尔代夫和香港。由于客场输给卡塔尔、两次与香港队打平，中国队暂列小组第三名，丧失了出线主动权，出线形势已经相当不利。2月3日下午，中国足协公告高洪波回归国家队，临时带队完成四十强赛最后两场比赛。3月24日，高洪波带队4比0战胜马尔代夫。3月29日，四十强赛最后一轮，中国队坐阵西安主场迎战卡塔尔。卡塔尔早已锁定小组第一，中国队若要以成绩最佳小组第二身份出线，必须击败卡塔尔，此外还要看另外五场比赛的结果。具体来说，以下五个条件需要满足三个：阿曼不会大比分战胜伊朗、约旦不胜澳大利亚、朝鲜不胜菲律宾、伊拉克不胜越南、阿联酋输给沙特。媒体评论，以球队实力论，伊朗通常不会主场输给阿曼，澳大利亚在主场也不会输给约旦，另外三场的结果难以预料，中国队对卡塔尔的历史战绩处于下风，但卡塔尔四名主力或受伤或停赛不能出场，提前出线的卡塔尔也未必全力应战。在朱雀体育场，卡塔尔只派上了三名主力球员，中国队以2比0赢得一场胜利。另外几场比赛，伊朗和澳大利亚都赢了球，缺兵少将、早已出局的菲律宾爆出冷门逆转朝鲜队。中国队拿到了十二强赛的入场券。2016年4月1日，中国足协正式聘任高洪波作为中国国家队主教练。
2016年9月，中国男足迎来十二强赛。前两场比赛的对手，是小组中实力最强的韩国队和伊朗队。与韩国队的比赛，中国队先失三球，最后追回两球。第二轮，中国队在主场0比0逼平伊朗队。媒体评价，面对两支强队，两轮拿到1分，开局尚可接受。第三轮，对手叙利亚被外界视为小组最弱，中国队在西安主场以0比1输了球，三轮仅积1分，中国队的处境已经十分困难。评论认为，第四轮如果不能客场赢下乌兹别克斯坦，晋级将基本无望。2016年10月11日， 中国国家足球队在塔什干0比2输给了乌兹别克斯坦，中国队全场处于被动。赛后新闻发布会上，高洪波宣布辞去中国男足主教练职务。他提到，中国足协领导在比赛前夜与他长谈，领导称中国队的现状应由教练负责，“我明白这个意思”，所以在比赛结束后提出辞职。有媒体将高洪波的话解读为足协施压让他下课。10月13日，中国足协召开新闻通气会，足协主席蔡振华称并未给高洪波施压，也没有和高洪波提过不赢球就辞职的话。媒体与球迷批评高洪波的人员选用、战术设置、临场指挥：后卫任航因为合同纠纷长时间没有参加联赛，高洪波派他打满了四场十二强赛，他在对韩国和乌兹别克斯坦的比赛中频频失误，对与韩国队比赛的失球负有责任；杜威在俱乐部担任替补，与乌兹别克斯坦的关键比赛首发上阵，他的失误造成第一个失球；与叙利亚的比赛，高洪波派上了之前仅为国出场一次顾超，后者的失误导致了失球；四场比赛用了24名球员，首发用了22名球员，没有稳定的战术和首发阵容，没有踢出技战术水平。不过高洪波对另一名争议球员赵明剑的使用收效不错。

### 接手北控燕京队
2017年4月24日，北京控股足球俱乐部宣布高洪波担任球队新任主教练。前任主帅亚森·佩特罗夫带队六场，仅取得1个积分，球队在中甲排名垫底。上任后，在余下24场中甲联赛当中北京控股足球俱乐部取得了11胜3平10负的成绩。最终，北京控股足球俱乐部排名第8, 不但逃出降级区而且排名中游。尤其是在6月份经历了外援谢克·蒂奥特猝死事件后球队一度无外援可用， 正是在高洪波的调教下北京控股足球俱乐部在不得已采用全华班情况下的，也同样取得了不俗的成绩。2018年高洪波继续执教北京控股足球俱乐部， 继续征战中国足球甲级联赛。

## 足协副主席时期
2019年8月22日，中国足协第十一届会员大会举行。经过选举，高洪波与杜兆才和孙雯一同当选新一任的中国足协副主席。9月19日，为备战2020亚足联U-23锦标赛，中国足协在官方微博宣布成立“中国U-22国家男子足球队备战工作领导小组”，由高洪波出任组长。
2022年4月5日，“中国青少年足球联赛”的工作方案筹划获得批复，随后由高洪波出任中国青少年足球联赛办公室执行副主任。

## 荣誉

### 集体荣誉

#### 球员时期
中国国家青年足球队
- 亞足聯青年錦標賽冠军 (1): 1985

中国国家足球二队
- 中国足球甲A联赛冠军 (1): 1989

北京国安
- 中國足球甲B聯賽冠军 (1): 1990
- 中国足协杯冠军 (1): 1996

中峇鲁
- 总统杯冠军 (1): 1994

#### 教练时期
厦门蓝狮
- 中国足球甲级联赛冠军 (1): 2005

长春亚泰
- 中国足球超级联赛冠军 (1)：2007

中国国家足球队
- 东亚足球锦标赛冠军 (1): 2010

### 个人荣誉

#### 球员
- 亞足聯青年錦標賽最佳射手 (1): 1985
- 全国足球金鞋奖 (2): 1988[註 6], 1992
- 全国足球金球奖 (1): 1991
- 新加坡足球协会超级联赛（英语：FAS Premier League）金靴奖 (1): 1994
- 中国足球甲B联赛金靴奖 (1): 1997

#### 教练
- 中国足球超级联赛最佳教练 (1): 2007

## 家庭
高洪波的妻子程卫毕业于中国人民大学新闻系，在中国足协新闻办工作。程卫的父亲程世春曾是中国男篮队员，后来在北京市体委任副主任。高洪波的儿子虽然身体条件不错，但从未接受过专业足球训练。高洪波曾解释称，是因为儿子的学校不让踢球。

## 轶事
中国足坛反腐风暴中，新闻爆出杨一民曾在2005年收受高洪波两万人民币的红包，后来还收了一台价值六千多元人民币的笔记本电脑。之前，高洪波曾求后者把自己介绍给厦门蓝狮，使自己得到执教机会。高洪波向杨一民送礼，是为了感谢杨一民的帮助。检方认为杨一民的这种行为属于国家工作人员受贿，杨一民的律师主张这属于人情礼。并且杨一民也还过礼。杨一民受审时，曾希望高洪波和吴金贵等人为他出庭作证。